# Kawasaki ZZR
 (décembre 2021).
La ZZR est une gamme de modèle de motos du constructeur japonais Kawasaki. Elle est déclinée en différentes cylindrées, de 250 à 1 400 cm3.

## ZZR 250
La ZZR 250 ne fut jamais importée en France. Elle le fut dans d'autres pays d'Europe tels que la Suisse, la Belgique ou le Royaume-Uni.

## ZZR 600 (ZX-6)
La ZZR 600 est un modèle de moto du constructeur japonais Kawasaki.
La ZZR 600 apparaît en 1990. La première version est appelée « modèle D ». Le changement esthétique se fera courant 1993 avec l'apparition du modèle E. Un petit changement se fera aussi en 1995 avec un nouveau tableau de bord intégrant une horloge et un réglage de la fourche.
Au fur et à mesure des années, ce sont uniquement les coloris qui changent, il n'y aura pas de changement technique significatif sur la ZZR.
Son moteur puissant lui permet de représenter le modèle sportif de la marque.
Le cadre est de type périmétrique en aluminium (aluminium et acier pour les versions D1 à D3).
L'arrivée de la ZX-6R en 1995 va la reléguer au rang de routière, tout comme sa grande sœur ZZR 1100 avec l'arrivée de la ZX-9R.

## ZZR 1100 (ZX-11)

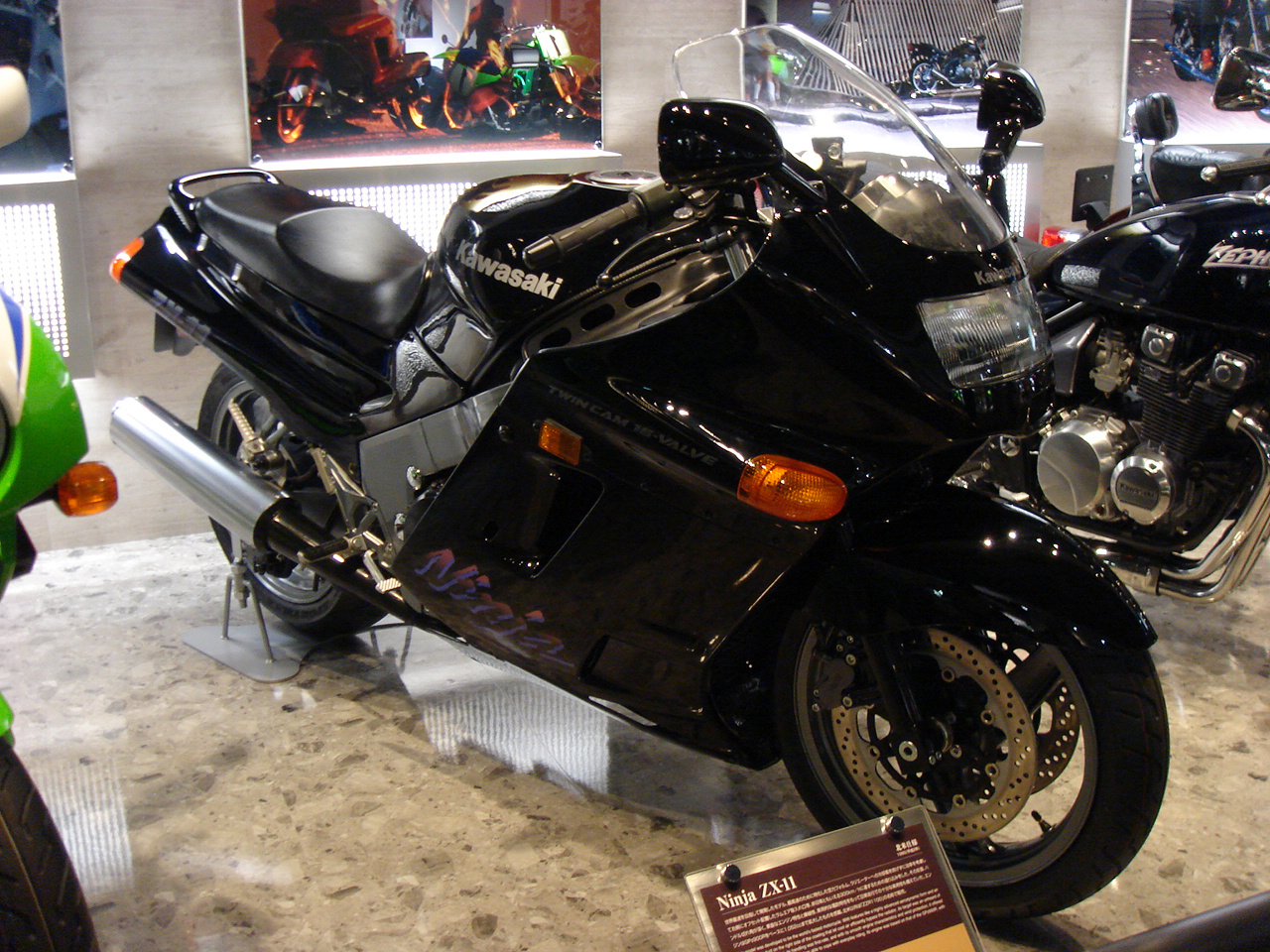
Kawasaki ZZR 1100.

En décembre 1989, au Salon de Paris, Kawasaki a dévoilé la remplaçante de la Tomcat.
Cette moto sera nommée « ZZR 1100 Hayate ».
La ZZR 1100, bien que « petite sœur » de la Tomcat, reprend par la forme de ses lignes le design de la GPZ 1000 RX (Ninja 1000R) avec davantage de fluidité que son aînée.
La partie-cycle bien qu'étant proche de celle de la Tomcat est censée avoir été améliorée. En effet, bien que le cadre soit toujours conforme au modèle « E-Box » en alliage léger (double berceau à structures latérales), les structures latérales ont considérablement été augmentées afin d'accroître la rigidité à la torsion de l'ensemble.
À cela s'ajoute une nouvelle fourche avant « traditionnelle » avec, de surcroît, un réglage de précontrainte du ressort, de la force d'amortissement hydraulique et surtout un diamètre de tube du fourche plus important que sur la Tomcat.
Il faut noter[style à revoir] l'adjonction d'un amortisseur à bonbonne d'azote séparé.
Le freinage avant est lui aussi revu à la hausse par rapport à la Tomcat, puisque celui-ci fait maintenant appel à deux disques flottants équipés d'étriers fixes à quatre pistons (le système de freinage arrière demeurant identique à celui de la Tomcat).
Le moteur est, dans l'ensemble, semblable à celui de la Tomcat. Il voit toutefois sa cylindrée augmenter par l'alésage de ses cylindres. Le bloc-moteur est également basculé de 2e vers l'avant de la machine. Le vilebrequin tourne dorénavant sur des paliers plus gros de 1 mm et les bielles ont été renforcées et possèdent des manetons eux aussi grossis de 1 mm. Les pistons allégés possèdent une calotte concave en vue d'une meilleure combustion. L'alimentation de ce moteur est assurée par quatre carburateurs de diamètre 40 mm en lieu et place des carburateurs de 36 mm de la Tomcat.
La prise d'air de l'alimentation se fait maintenant directement sous le phare, en avant de la machine.
Le procès-verbal d'homologation par le Service des Mines du modèle 1100 date du 19 avril 1990 soit, cinq mois après sa sortie.

## ZZR 1200

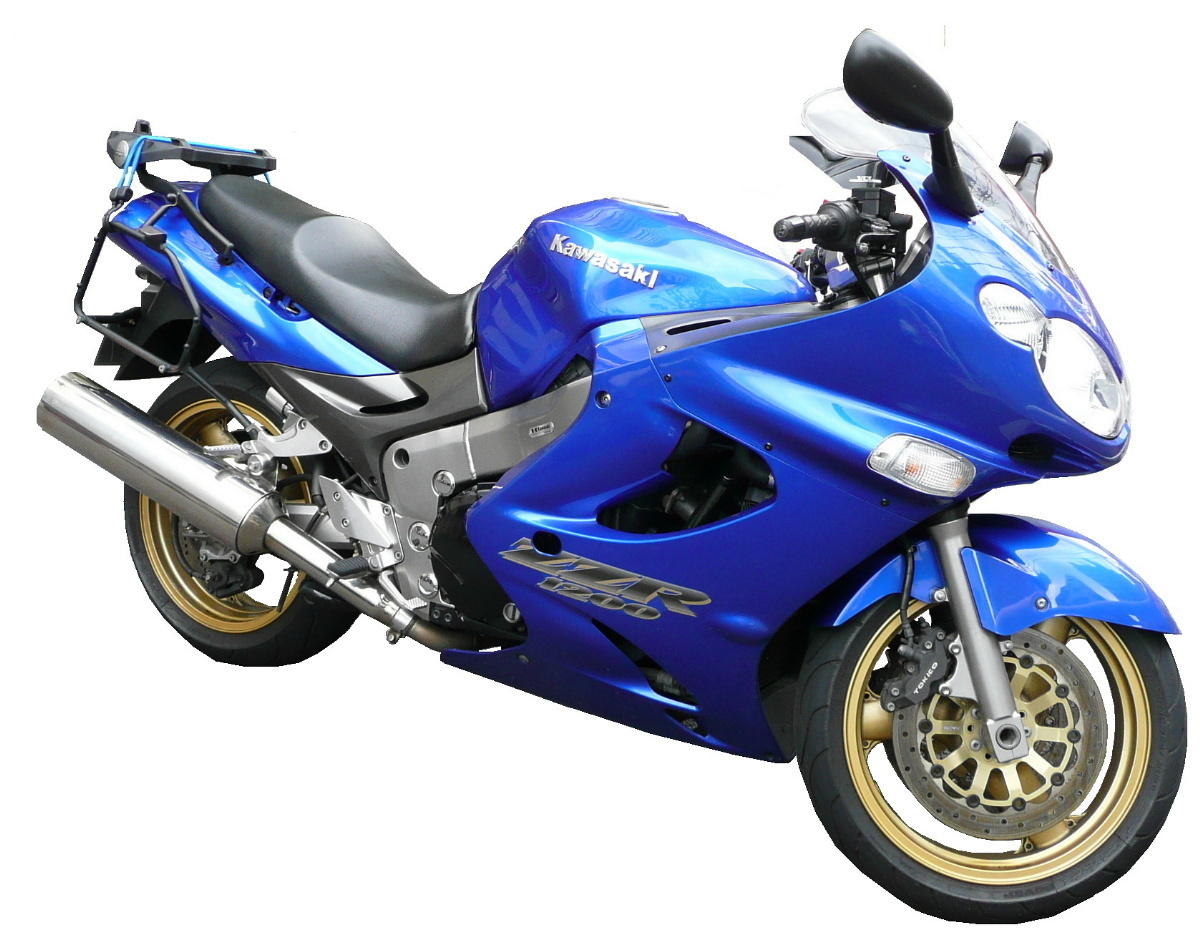
Kawasaki ZZR 1200.

## ZZR 1400

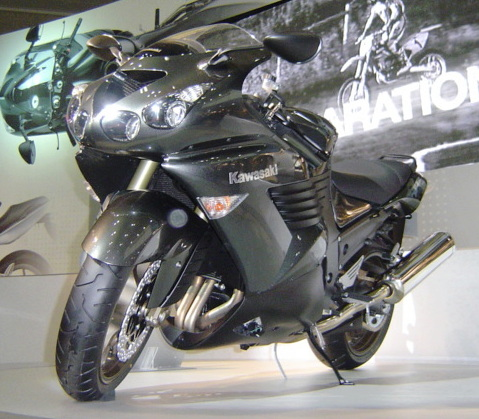
Kawasaki ZZR 1400.

La ZZR 1400 apparaît pour la première fois en 2006 pour faire concurrence à la Suzuki GSX-R 1300 Hayabusa sur le segment des motos sport-GT. Elle est remaniée en 2008, mais subit de plus gros changements en 2012 avec une cylindrée légèrement augmentée passant de 1 352 à 1 441 cm3.